# Llenguatge d'especificació
En informàtica, un llenguatge d'especificació o llenguatge de descripció és un llenguatge formal o semi-formal la funció del qual és construir un model del sistema que es vol crear.
A diferència dels llenguatges de programació, que poden ser bé  llenguatges interpretats o llenguatges traduïbles a una representació executable (llenguatges compilats), els llenguatges d'especificació no s'utilitzen per a  implementar un sistema sinó per  especificar-lo, conceptualitzar-lo o fins i tot validar-lo.
Com hem comentat, les especificacions fetes amb un llenguatge de descripció no solen ser interpretables o executables, però podem trobar aplicacions (p. ex. entorns de desenvolupament) que permeten generar el sistema a partir del seu model.
Els llenguatges d'especificació es poden dividir en formals i semi-formals.

## Llenguatges d'especificació
- UML, notació semiformal per modelar  programes orientats a objecte.
- Z.120, estàndard semiformal de la ITU-T per a diagrames de flux.
- B, llenguatge de descripció formal basat en la lògica de predicats.
- Z, llenguatge de descripció formal basat en la prova automàtica de teoremes utilitzant la lògica.
- SDL, llenguatge visual per al disseny de sistemes distribuïts basat en autòmats.
- Lotos, llenguatge formal basat en l'àlgebra de processos.
- CCS, llenguatge formal basat en l'àlgebra de processos.
- CSP, llenguatge formal basat en l'àlgebra de processos
- Càlcul Pi, llenguatge d'especificació per a sistemes distribuïts i paral·lels.
- Xarxes de Petri formalisme equivalent als autòmats, utilitzat per a l'especificació de sistemes discrets paral·lels i distribuïts.
- Autòmats formalisme utilitzat per a modelar sistemes discrets en general.
- Estelle, llenguatge formal basat en autòmats d'estat finit per a l'especificació de sistemes distribuïts.
- Promela, llenguatge formal basat en la lògica temporal lineal i els autòmats de Buchi.
- VHDL, llenguatge de descripció i sintetització de circuits electrònics.
- Verilog, llenguatge de descripció i sintetització de circuits electrònics.